# Ioan Petcu
Ioan Petcu (* 1. Mai 1959 in Hunedoara) ist ein ehemaliger rumänischer Fußballspieler und derzeitiger -trainer. Er bestritt insgesamt 391 Spiele in der rumänischen Divizia A und der ungarischen Nemzeti Bajnokság.

## Karriere als Spieler
Petcu begann seine Karriere in seiner Heimatstadt Hunedoara bei Corvinul. Dort erlebte er die erfolgreichste Zeit des Vereins als Spieler mit, als der Verein unter Trainer Mircea Lucescu nach dem Aufstieg 1980 zur rumänischen Spitze gehörte und sich in der Saison 1981/82 für den UEFA-Pokal qualifizieren konnte. Petcu blieb Corvinul bis zum Jahr 1990 treu, als er nach dem Ende des Kommunismus ins Ausland wechselte und sich APEP Pelendriou anschloss, das in der 2. Liga Zyperns spielte. Dieser Wechsel brachte Petcu nicht den erhofften Erfolg, so dass er schon 1991 nach Ungarn weiterzog und sich Diósgyőri VTK anschloss. Schon nach einem Jahr kehrte er nach Rumänien zurück und beendete nach zwei weiteren Spielzeiten bei Corvinul, das mittlerweile in die Divizia B abgestiegen war, im Jahr 1994 seine Karriere.

## Nationalmannschaft
Petcu kam in seiner Laufbahn auf zwei Einsätze für die rumänische Fußballnationalmannschaft, die allerdings fast vier Jahre auseinander lagen. Sein Debüt gab er am 1. Mai 1982 gegen Zypern, sein zweites und letztes Länderspiel bestritt er am 2. März 1986 gegen Ägypten.

## Karriere als Trainer
Nach dem Ende seiner aktiven Laufbahn war Petcu zunächst als Trainer bei Corvinul tätig. Der Klub verpasste 1995 als Zweitplatzierter seiner Staffel den Aufstieg in die Divizia A, nachdem das Relegationsspiel gegen Sportul Studențesc, den Drittletzten der Divizia Națională 1994/95, mit 0:1 verloren ging. Später wurde Petcu Trainer bei Mureșul Deva und Aurul Certej und war im Herbst 2004 Coach des Drittligisten Aurul Brad, bevor er im Frühjahr 2005 den Zweitligisten Unirea Sânnicolau Mare trainierte. Nachdem die örtlichen Behörden dem Verein im Sommer 2005 keine weitere finanzielle Unterstützung mehr zusagten, übernahm Petcu stattdessen das Traineramt bei dem neu gegründeten FC Corvinul 2005 Hunedoara. Im Sommer 2006 kehrte er zu Unirea Sânnicolau Mare zurück, der als Tabellenletzter der Saison 2005/06 in die Liga III abgestiegen war. 2008 wurde der Aufstieg in die Liga II geschafft, doch die Vereinsführung entschloss sich, das Zweitligastartrecht an den neu gegründeten FCM Târgu Mureș zu verkaufen. Petcu verließ den finanziell instabilen Verein und kehrte am 24. August 2008 zu FC Corvinul 2005 Hunedoara zurück. Im September 2008 musste der Verein jedoch vor dem 7. Spieltag der Liga III den Spielbetrieb einstellen und zog sich am 28. Oktober 2008 endgültig aus der Meisterschaft zurück. Anschließend fand Petcu keinen neuen Verein, bis er am 6. Juli 2009 als neuer Trainer von FC Bihor Oradea vorgestellt wurde. Nach der Heimniederlage gegen FC Baia Mare am 24. Oktober 2009 wurde sein Trainervertrag jedoch wieder aufgelöst. 2010 wurde er zunächst Sportdirektor des Drittligisten FC Hunedoara und übernahm am 2. November 2010 auch das Traineramt, nachdem der bisherige Trainer Eusebiu Șuvagău seinen Rücktritt erklärt hatte. Obwohl die Mannschaft zu diesem Zeitpunkt Tabellenspitzenreiter in ihrer Staffel war, verpasste sie am Saisonende als Fünftplatzierter den Aufstieg in die Liga II. Ioan Petcu wurde daraufhin im Juli 2011 entlassen.